# Nuria Esparch
Nuria del Rocío Esparch Fernández (Lima, 19 de gener de 1969) és una advocada peruana. Actualment exerceix de Ministra de Defensa del Perú en el govern de Francisco Sagasti.

## Biografia
Va estudiar Dret a la Pontificia Universidad Católica del Perú, en la qual va obtenir el títol d'advocada. Va realitzar un Màster en Administració Pública a la Maxwell School of Citizenship and Public Affairs de la Universitat de Syracuse.
Va exercir com a secretària general en els ministeris d'Agricultura (febrer de 2001-juliol de 2003), Treball i Promoció de l'Ocupació (febrer 2004-febrer 2005), Dona i Desenvolupament Social (març 2005-agost 2006) durant el Govern d'Alejandro Toledo.
Va ser també assessora del Viceministeri de l'Interior (agost 2003-febrer 2004).
El 2006 va ser designada Viceministra d'Afers Administratius i Econòmics del Ministeri de Defensa pel president Alan García, càrrec que va ocupar fins al 2008 sota la gestió d'Allan Wagner i Ántero Flores-Aráoz. Sota la seva gestió, el Viceministeri es va reorganitzar i va passar a denominar-se Viceministeri de Recursos per a la Defensa. Va renunciar al Viceministeri al novembre de 2008.
Al novembre de 2008 va ser designada Presidenta Executiva de l'Autoritat Nacional de Servei Civil (SERVIR) pel president Alan García, càrrec que va ocupar fins al febrer de 2011.
De 2014 a 2018 va ser gerent de Relacions Institucionals de l'empresa de construcció Graña y Montero.

## Ministra de Defensa
El 18 de novembre de 2020 va ser nomenada ministra de Defensa del Perú en el govern de Francisco Sagasti. Esparch és la primera dona a ocupar aquest càrrec ministerial.